# Consejo de la Magistratura (Ciudad Autónoma de Buenos Aires)
El Consejo de la Magistratura es un órgano permanente de selección de magistrados y administración del Poder Judicial de la Ciudad Autónoma de Buenos Aires con la función de asegurar su independencia, garantizar la eficaz prestación del servicio de administración de justicia, promover el óptimo nivel de sus integrantes, y lograr la satisfacción de las demandas sociales sobre la función jurisdiccional del Estado.

## Historia
El 1º de octubre de 1996 se sancionó la Constitución de la Ciudad de Buenos Aires, la cual estableció para la ex Municipalidad de Buenos Aires un sistema republicano de división de poderes.
El Poder Ejecutivo y el Legislativo ya tenían existencia previa en forma de intendencia y Concejo Deliberante. Con la declaración de la autonomía porteña se convirtieron en Jefatura de Gobierno y Legislatura, y se creó el Poder Judicial de la Ciudad de Buenos Aires como un poder totalmente nuevo y con un diseño moderno y novedoso.
El artículo 107 de la constitución porteña establece que “El Poder Judicial de la Ciudad lo integra el Tribunal Superior de Justicia, el Consejo de la Magistratura, los demás tribunales que la ley establezca y el Ministerio Público”.
Actualmente el Poder Judicial de la Ciudad tiene funciones en el Fuero Contencioso Administrativo Tributario y de Relaciones de Consumo (CATyRC) y el Fuero Penal Penal Juvenil Contravencional y de Faltas (PPJCyF). Por su parte el Ministerio Público se compone de tres ramas: fiscalías, defensorías y asesorías tutelares de menores e incapaces. Mientras que el Consejo de la Magistratura está integrado por tres estamentos —tres jueces del Poder Judicial, tres representantes del Poder Legislativo y tres abogados elegidos por sus pares— y no tiene participación directa del Poder Ejecutivo.
De acuerdo al diseño constitucional, la totalidad de los jueces que integran los tribunales porteños son designados por concurso público de oposición y antecedentes, y con la aprobación de los representantes del pueblo de la Ciudad a partir del voto de la mayoría absoluta de la Legislatura.
Desde su creación y puesta en marcha, el Poder Judicial de la Ciudad de Buenos Aires ha crecido y se ha consolidado, generando jurisprudencia propia y novedosa.

## Autoridades

### 2012
- Presidente: Juan Manuel Olmos

Consejeros:
- Ricardo Baldomar
- Sebastián De Stefano
- Alejandra Petrella
- Laura Grindetti
- Daniel Fábregas
- Javier Concepción
- Gisela Candarle
- Gustavo Letner

### 2013
- Presidente: Juan Manuel Olmos
- Vicepresidente: Alejandra Petrella
- Secretaria Ejecutiva: Jorge Enríquez

Consejeros:
- Ricardo Baldomar
- Sebastián De Stefano
- Daniel Fábregas
- Alejandra García
- Agustina Olivero Majdalani
- Gustavo Letner

### 2014
- Presidente: Juan Manuel Olmos
- Vicepresidente: Alejandra Petrella
- Secretaria Ejecutiva: Jorge Enríquez

Consejeros:
- Ricardo Baldomar
- Sebastián De Stefano
- Daniel Fábregas
- Alejandra García
- Agustina Olivero Majdalani
- Gustavo Letner

### 2015
- Presidente: Juan Manuel Olmos
- Vicepresidente: Alejandra Petrella
- Secretaria Ejecutiva: Marcela Basterra

Consejeros:
- Ricardo Baldomar
- Sebastián De Stefano
- Juan Pablo Godoy Vélez
- Carlos Mas Velez
- Agustina Olivero Majdalani
- José Sáez Capel

### 2016
- Presidente: Enzo Pagani
- Vicepresidente: Alejandro Fernández
- Secretaria Ejecutiva: Lidia Lago

Consejeros:
- Vanesa Ferrazzuolo
- Marcela Basterra
- Juan Pablo Godoy Vélez
- Darío Reynoso
- Javier Roncero
- Marcelo Vázquez

### 2017
- Presidente: Marcela Basterra
- Vicepresidente: Alejandro Fernández
- Secretaria Ejecutiva: Lidia Lago

Consejeros:
- Vanesa Ferrazzuolo
- Silvia Bianco
- Juan Pablo Godoy Vélez
- Darío Reynoso
- Javier Roncero
- Marcelo Vázquez

### 2018
- Presidente: Alfredo
- Vicepresidente: Alejandro Fernández
- Secretaria Ejecutiva: Lidia Lago

Consejeros:
- Vanesa Ferrazzuolo
- Silvia Bianco
- Juan Pablo Godoy Vélez
- Darío Reynoso
- Javier Roncero
- Marcelo Vázquez

### 2019
- Presidente: Alberto Maques
- Vicepresidente: Alejandro Fernández
- Secretaria Ejecutiva: Lidia Lago

Consejeros:
- Vanesa Ferrazzuolo
- Silvia Bianco
- Raul Alfonsín
- Dario Reynoso
- Anabella Hers Cabral
- Marcelo Vazquez

### 2020
- Presidente: Alberto Maques
- Vicepresidente: Francisco Quintana
- Secretaria Ejecutiva: Lidia Lago

Consejeros:
- Ana Salvatelli
- Alberto Biglieri
- Raul Alfonsín
- Dario Reynoso
- Anabella Hers Cabral
- Marcelo Vazquez

### 2021
- Presidente: Alberto Maques
- Vicepresidente primero: Francisco Quintana
- Vicepresidenta segunda: Fabiana Schafrik

Consejeros:
- Ana Salvatelli
- Alberto Biglieri
- Juan Pablo Zanetta
- María Julia Correa
- Anabella Hers Cabral
- Gonzalo Rua

### 2022
- Presidente: Alberto Maques
- Vicepresidente primero: Francisco Quintana
- Vicepresidenta segunda: Fabiana Schafrik

Consejeros:
- Ana Salvatelli
- Juan Pablo Zanetta
- María Julia Correa
- Anabella Hers Cabral
- Rodolfo Ariza Clerici
- Alberto Biglieri

### 2023
- Presidente: Francisco Quintana
- Vicepresidenta primera: Genoveva Ferrero
- Vicepresidenta segunda: Fabiana Schafrik

Consejeros:
- Ana Salvatelli
- Alberto Biglieri
- María Julia Correa
- María Julia Correa
- Rodolfo Ariza Clerici

## Funciones
El Consejo de la Magistratura es un órgano permanente de selección de magistrados, gobierno y administración del Poder Judicial de la Ciudad Autónoma de Buenos Aires con la función de asegurar su independencia, garantizar la eficaz prestación del servicio de administración de justicia, promover el óptimo nivel de sus integrantes, y lograr la satisfacción de las demandas sociales sobre la función jurisdiccional del Estado.

## Composición
El Consejo de la Magistratura se conforma de 9 miembros, entre ellos:
1. Tres (3), designados/as por la Legislatura con el voto de las dos terceras partes del total de sus miembros.
2. Tres (3), jueces o juezas del Poder Judicial de la Ciudad, excluidos los y las del Tribunal Superior, elegidos por el voto directo de sus pares.
3. Tres (3), abogados o abogadas, elegidos por sus pares.

## Atribuciones y Competencia
Las atribuciones y competencias del Consejo de la Magistratura, según la Ley Nº31 de Buenos Aires, son:
1. Seleccionar mediante concurso público de antecedentes y oposición a los candidatos a la magistratura y al Ministerio Público que no tengan otra forma de designación prevista en la Constitución de la Ciudad de Buenos Aires.
2. Proponer a la Legislatura a los candidatos a la magistratura y al Ministerio Público que no tengan otra forma de designación prevista en la Constitución de la Ciudad de Buenos Aires.
3. Reglamentar el procedimiento de elección de jueces y juezas, abogados y abogadas para integrar el Consejo de la Magistratura, como asimismo el nombramiento y remoción de los/las funcionarios/as y empleados/as del Poder Judicial, previendo un sistema de concursos con intervención de los jueces y las juezas en todos los casos. Están excluidos los/as funcionarios/as y empleados/as designados por el Tribunal Superior y por el Ministerio Público.
4. Ejercer facultades disciplinarias respecto de los integrantes de la magistratura y del Ministerio Público, excluidos los miembros del Tribunal Superior.
5. Reglamentar el régimen disciplinario de los/las funcionarios/as y empleados/as del Poder Judicial. Están excluidos los/as funcionarios/as y empleados/as designados por el Tribunal Superior y por el Ministerio Público.
6. Recibir las denuncias contra los integrantes de la magistratura y del Ministerio Público.
7. Proyectar el presupuesto y administrar los recursos que la ley le asigne al Poder Judicial, excluido el correspondiente al Tribunal Superior y al Ministerio Público.
8. Establecer la política salarial del Poder Judicial y del Ministerio Público con consulta al mismo, excluido el Tribunal Superior de Justicia de la Ciudad de Buenos Aires.

## Órganos
Los órganos del Consejo de la Magistratura son:
1. Plenario
2. Comité ejecutivo: integrado por un/a Presidente/a, el vicepresidente/a y un Secretario/a.
3. Cinco (5) comisiones: 
  1. Comisión de Disciplina y Acusación
  2. Comisión de Administración, Gestión y Modernización Judicial
  3. Comisión de Selección de Integrantes de la Magistratura y del Ministerio Público
  4. Comisión de Fortalecimiento Institucional y Planificación Estratégica
  5. Comisión de Transferencia del Poder Judicial de la Nación y del Ministerio Público de la Nación a la Ciudad Autónoma de Buenos Aires
4. Oficina de Administración y Financiera del Poder Judicial de la Ciudad de Buenos Aires.

La coordinación de las Comisiones es ejercida por uno de sus miembros. Los integrantes de las Comisiones permanecen en el cargo uno (1) año, pudiendo ser reelectos/as.

### Comisión de Disciplina y Acusación
- Recibe las denuncias que se formulen contra magistrados/as, empleados/as y funcionarios/as del Poder Judicial, excluidos los que fueren designados por el Tribunal Superior y el Ministerio Público.
- Sustancia los procedimientos disciplinarios respecto de los jueces y juezas y magistrados del Ministerio Público y sustanciar el procedimiento disciplinario respecto a los funcionarios/as y empleados/as del Poder Judicial, excluidos/as los/las que se desempeñan en el Tribunal Superior y en el Ministerio Público.
- Propone al Plenario del Consejo de la Magistratura las sanciones a los magistrados/as.
- Propone al Plenario la formulación de acusación ante el Jurado de Enjuiciamiento.

### Comisión de Administración, Gestión y Modernización Judicial
- Elabora el anteproyecto de presupuesto anual del Poder Judicial excluidos los correspondientes al Tribunal Superior y al Ministerio Público.

- Ejecuta el presupuesto del Poder Judicial , excluidos los correspondientes al Tribunal Superior y al Ministerio Público.
- Ejecuta los procedimientos de licitación, concurso y demás procedimientos de selección del co-contratante.
- Propone los criterios generales para el diseño de estructuras y organización del Poder Judicial con adecuación al crédito vigente.
- Propone políticas tendientes a mejorar la atención al público y el funcionamiento del Poder Judicial garantizando un servicio de justicia ágil y eficiente.
- Diseña la política de informática y telecomunicaciones, organiza y mantiene un sistema informático que permita el acceso de todos los usuarios y agentes del servicio de Justicia.
- Organiza y mantiene la necesidad de infraestructura de los organismos que integran el servicio de Justicia de la Ciudad.
- Propone reformas normativas que resulten necesarias para la modernización de la administración de justicia.

### Comisión de Selección de Integrantes de la Magistratura y del Ministerio Público
- Realiza el sorteo de los miembros del jurado, para cada uno de los concursos que se realicen y propone al Plenario el reglamento para los concursos.
- Llama a concurso público de oposición y antecedentes para cubrir las vacantes de integrantes de la Magistratura y del Ministerio Público que no tengan otra forma de designación prevista en la Constitución.
- Examina las pruebas y antecedentes de los/as concursantes y confecciona el orden de mérito correspondiente, el que debe publicarse en el Boletín Oficial.
- Eleva al Plenario el proyecto de propuestas de nombramientos a ser presentado ante la Legislatura.

### Comisión de Fortalecimiento Institucional y Planificación Estratégica
- Interviene en la profundización del intercambio de experiencias de gestión institucional con otros niveles de la administración pública o de administración de Justicia de orden local, nacional o internacional.
- Diseña e implementa herramientas e instrumentos de planificación estratégica para la prestación del servicio de Justicia de la Ciudad y el Consejo de la Magistratura.
- Elabora y establece los mecanismos idóneos para garantizar la transparencia del sistema judicial y su rendición de cuentas.
- Genera los espacios institucionales orientados a ampliar la participación ciudadana en el sistema judicial de la Ciudad.
- Lleva adelante los programas y actividades relacionadas con la ampliación del acceso a la justicia.
- Vela por el cumplimiento de la obligación de capacitación continua prevista en la Ley de Organización del Poder Judicial.

### Comisión de Transferencia del Poder Judicial de la Nación y del Ministerio Público de la Nación a la Ciudad Autónoma de Buenos Aires
- Diseña proyectos vinculados con la transferencia de competencias.
- Ejecuta las resoluciones del Plenario.
- Propone criterios generales para la efectiva Transferencia de Competencias de la Nación a la Ciudad.
- Supervisa la estructura de medios materiales e inmateriales y bienes muebles o inmuebles que sean transferidos de la Nación a la Ciudad.
- Propone reformas normativas que resulten necesarias para la Transferencia de Competencias.
- Elabora y establece los mecanismos idóneos para garantizar la transferencia de competencias.
- Convoca a las asociaciones de Magistrados de la CABA y a las asociaciones gremiales signatarias del Convenio Colectivo de Trabajo, a participar de las reuniones de la Comisión, con voz pero sin voto, en los asuntos que afecten sus intereses.

## Edificios

### Av. Julio A. Roca 516/530 – Bolivar 177
Sede del Consejo de la Magistratura de la Ciudad de Buenos Aires

### Av. Roque Sáenz Peña 636
Primera Instancia del Fuero Contencioso, Administrativo y Tributario

### Av. de Mayo 654
Primera Instancia del Fuero Contencioso, Administrativo y Tributario 

### Tacuarí 124
Primera Instancia del Fuero Contencioso, Administrativo y Tributario
Dependencias del Consejo de la Magistratura de la Ciudad de Buenos Aires

### Hipólito Yrigoyen 932
Presidencia de Cámara del Fuero Contencioso, Administrativo y Tributario
Secretaría General del Fuero Contencioso, Administrativo y Tributario
Segunda Instancia del Fuero Contencioso, Administrativo y Tributario

### Libertad 1042
Presidencia del Fuero Penal, Contravencional y de Faltas
Segunda Instancia del Fuero Penal, Contravencional y de Faltas
Secretaría General del Fuero Penal, Contravencional y de Faltas

### Tacuarí 138
Primera Instancia del Fuero Penal, Contravencional y de Faltas

### Beruti 3345
Primera Instancia del Fuero Penal, Contravencional y de Faltas 